# Lisiard Le Riche
 (février 2013).
Améliorez-le ou discutez des points à vérifier. 
Lisiard Le Riche, né à une date inconnue, mort après l'année 941 de l'ère commune, est seigneur de Sceaux au xe siècle, chevalier du duc de Bourgogne Hugues le Grand. 
Son père, Teudon Thion Le Riche (?- décédé en 945), est vicomte de Paris. Son fils Ansoud Ier dit L’Auxerrois (?-+ en 956), est vicomte d’Auxerre ; il épousera Raingarde de Dijon, concubine d'Hugues le Grand, et deviendra ainsi tuteur de leur fils Héribert Robertien, futur évêque d’Auxerre, qui sera élevé avec les enfants d’Ansoud et de Raingarde. Son autre fils, Joseph Le Riche, est archevêque de Tours. Sa fille Élisabeth épouse Haimon, comte de Corbeil et forme la souche des comtes de Corbeil.
Sur le point de prendre l’habit au monastère de Fleury en 941, il fait rédiger un acte de donation, audit monastère de Saint-Benoît-sur-Loire, avec une clause de réservation d’usufruit en faveur de son fils Joseph et de sa fille Elisabeth. En 941, ces deux enfants sont encore jeunes : Elisabeth est encore célibataire et Joseph est un novice, peut-être le futur Joseph II, archevêque de Tours de 952 à 960. Elisabeth, quant à elle, qui sera remariée à Bouchard Ier le Vénérable, est la future mère de Renaud II, évêque de Paris : ce Renaud II et son père le comte Bouchard donnèrent l’église de Sceaux aux religieux de St Maur-des-Fossés,.

La personnalité des signataires de l’acte [Hugues le Grand, duc de Bourgogne ; le comte Thion en tant que tuteur des enfants - il est soit le père de Lisiard, soit le futur beau-père d’Elisabeth -, Bernard comte de Senlis, Thibaud, comte de Blois, Foulques Ier comte d’Anjou, Geoffroy comte du Gâtinais, Raoul de Valois (gendre de Thibaud de Tours), Haymon comte de Corbeil (futur premier mari d’Elisabeth), Fromond Ier vicomte de Sens, Rainard fils de Fromond et qui devient 8 ans plus tard le premier comte héréditaire de Sens, et cinq autres vassaux de Hugues] indique le haut rang qu’occupait Lisiard à la cour du duc de Bourgogne.
Le prénom de Lisiard est spécifique à la famille d’Ansoud le Riche : aucune autre famille ne l’a porté durant tout le xie siècle. Par ailleurs Lisiard était très probablement en famille avec Thibaud Ier de Blois, car outre la présence de ce dernier à la signature d’un acte familial, le prénom de Thibaud revient fréquemment dans la famille Le Riche.